# Christoph Schwegler
Christoph Schwegler (* 11. Februar 1946 in Basel) ist ein Schweizer Sprecher und Moderator.

## Berufsleben
Christoph Schwegler hat über fünf Jahrzehnte die Schweizer Radiolandschaft geprägt. Bekannt unter dem Spitznamen «The Voice», hat Schwegler nicht nur die Art und Weise beeinflusst, wie Musik im Radio präsentiert wird, sondern auch die musikalische Kultur der Schweiz nachhaltig geprägt.
Schwegler wuchs zweisprachig auf, was ihm früh ein breites kulturelles Verständnis vermittelte. Seine Karriere beim Schweizer Radio und Fernsehen (SRG) begann 1966 durch einen glücklichen Zufall: Bei einer Branchenmesse in Zürich nahm er an einer Sprechprobe teil. Trotz anfänglicher Nervosität erkannte man schnell sein Talent als Moderator. Dieser Moment war der Startschuss für seine Laufbahn im Radio.
Bereits 1968 setzte Schwegler ein erstes Ausrufezeichen, als er die erste Schweizer Radiohitparade (Bestseller auf dem Plattenteller) initiierte und präsentierte. In einer Zeit, in der Schlager die Charts dominierten, wollte er der aufkommenden Rock- und Popmusik eine Plattform bieten. Obwohl die erste Nummer eins mit Monja von Roland W. eher ein Schlagerhit war, gab Schwegler nicht auf. Er trug massgeblich dazu bei, neue Musikstile wie Rock und Punk ins Schweizer Radio zu bringen und damit die musikalische Vielfalt zu fördern.
In den 1970er Jahren war Schwegler nicht nur Moderator, sondern auch Veranstalter von Rockkonzerten. Er brachte Bands wie The Nice, Taste, Spirit, Spooky Tooth und Yes in die Schweiz; konkret ins alte Basler Stadttheater unter Werner Düggelin und Friedrich Dürrenmatt. 1970 war er Mitbegründer der Konzertagentur Good News, was seinen Einfluss auf die Schweizer Musikszene weiter festigte.
1976 initiierte er die DRS-Musiksendungen Sounds! und Sounds Special, die später als Musik-Specials auf DRS3 fortgeführt wurden. Diese Sendungen boten Künstlern und Genres eine Bühne, die sonst wenig Beachtung fanden.
1983 war Schwegler Mitbegründer des Radiosenders DRS3 (heute SRF3). Zusammen mit einer Konzeptgruppe etablierte er den Sender als «amtlich bewilligten Störsender». Diese Philosophie spiegelte seine Überzeugung wider, dass Leidenschaft und Engagement für die Musik wichtiger seien als technische Perfektion oder massentaugliche Inhalte. DRS3 sollte ein Sender sein, der Risiken eingeht und abseits des Mainstreams agiert.
Von 1980 bis 2016 moderierte Schwegler die Sendung Country Special auf DRS3, in Zusammenarbeit mit der Redaktion um Chuck Steiner und Geri Stocker. Über 36 Jahre hinweg brachte er den Hörern die Vielfalt der Country-Musik näher und wurde zu einer festen Größe für Fans dieses Genres.
Seit über 20 Jahren ist er die Stimme des ATP-Tennisturniers Swiss Indoors in Basel. Seine markanten Ansagen sorgen für Gänsehaut und tragen zur einzigartigen Atmosphäre des Turniers bei. Er ist Sprecher und Berater für die Bâloise Session. Schwegler ist ein Mann mit vielen Facetten. Neben seiner Tätigkeit als Moderator war Schwegler auch als Sprecher in zahlreichen Dokumentarfilmen sowie Radio- und TV-Spots aktiv. Sein Bariton ist unverwechselbar und hat vielen Produktionen eine besondere Note verliehen.

## Privatleben
Christoph Schwegler ist verheiratet mit Jenny Schwegler und Vater eines Sohnes, Frank Schwegler.